# نیکولای استپولوف
نیکولای استپولوف (انگلیسی: Nikolai Stepulov) (زاده ۲۰ مارس ۱۹۱۳ - درگذشته ۲ ژانویه ۱۹۶۸) بوکسور اهل استونی است.
وی توانسته است مدال نقره وزن ۶۱٫۲- کیلوگرم بازی‌های المپیک تابستانی ۱۹۳۶ و مدال نقره مسابقات بوکس اروپا ۱۹۳۷ را کسب کند.